# Déry Tibor-díj
A Déry Tibor-díjat minden évben olyan alkotónak ítélik oda, akik a magyar irodalom művelésében kimagasló eredményeket értek el.
A Déry Tibor Alapítvány és a díj Déry Tibor özvegyének végakarata alapján jött létre. Vagyonát a magyar államra hagyta azzal a feltétellel, hogy annak értékesítése után a befolyt összeg kamataiból kimagasló irodalmi tevékenységű szerzőket díjazzanak. A díjak átadása lehetőség szerint a névadó születésének évfordulóján, október 18-án történik. Az első díjat (akkor még Déry Tibor-jutalom néven) 1984-ben adták át. Mára több százan részesültek ebben a elismerésben.
A kuratórium szakmai zsűrijét az első időszakban Keresztury Dezső, a leghosszabb ideig Réz Pál vezette. A zsűri tagjai ma: Bán Zsófia, Ilia Mihály, Keresztesi József, Závada Pál (elnök). A kuratórium titkára az Artisjus mindenkori főigazgatója.

## Díjazottak

### 2024[2]
- Jánossy Lajos író, szerkesztő, kritikus
- Szűcs Teri író, kritikus, irodalomtörténész
- Sophie Aude műfordító

### 2022[3]
- Deczki Sarolta irodalomtörténész, filozófus, kritikus
- Krusovszky Dénes költő, író, kritikus
- Sallai Katalin Krisztina magyar nyelv és irodalom tanár
- Schein Gábor költő, író, műfordító, esszéista

### 2021
- Gács Anna esszéista, irodalomtörténész
- Solymosi Bálint író, költő
- Zádor Éva műfordító

### 2020[1]
- Babarczy Eszter – író, esszéista, műfordító, eszme- és művészettörténész
- Bartók Imre – író, kritikus
- Csehy Zoltán – költő, műfordító, irodalomtörténész, kritikus[4]
- Ottilie Mulzet – műfordító
- Polgár Anikó – költő, műfordító, irodalomtörténész[4]

### 2019
A díjat nem adták át.

### 2018[6]
- Danyi Zoltán író, költő
- Mán-Várhegyi Réka író, szerkesztő
- Mariarosaria Sciglitano műfordító

### 2017[7]
- Lábass Endre író
- Vida Gábor író

### 2016[8]
- Selyem Zsuzsa író, irodalomtörténész
- Takáts József eszmetörténész, irodalmár
- Zoltán Gábor író, rendező, szerkesztő

### 2015
- Bíró-Balogh Tamás író, irodalomtörténész[9]
- Sántha József író, kritikus[9]
- Szlukovényi Katalin költő, kritikus, műfordító[9]

### 2014
- Ferencz Győző költő, irodalomtörténész, műfordító[10]
- Halasi Zoltán költő, író, műfordító[10]
- Havasréti József médiakutató, irodalomtörténész, író[10]
- Tompa Andrea író, kritikus[10]

### 2013
- Szilasi László irodalomtörténész[11]
- Varga Mátyás költő, Bencés-szerzetes, tanár[11]

### 2012
- Bán Zsófia író[12]
- Demény Péter író, költő[12]
- Imre Flóra költő, műfordító[12]
- Szolláth Dávid irodalomtörténész[12]

### 2011
- Beck András irodalomkritikus[13]
- Józsa Márta író, szerkesztő[13]
- Pályi András író, műfordító[13]
- Vasadi Péter költő[13]

### 2010
- Faragó Kornélia irodalomtörténész[14]
- Havasi Attila költő[14]
- Szvoren Edina író[14]

### 2009
- Aczél Géza költő[15]
- Bozsik Péter író, szerkesztő[15]
- Kőrizs Imre költő[15]
- Péterfy Gergely író[15]
- Vallasek Júlia kritikus[15]

### 2008
- Géher István irodalomtörténész
- Keresztesi József kritikus
- Ferdinandy György író
- Kiss Judit Ágnes költő
- Viola József író-költő
- Renáta Deáková műfordító

### 2007
- Bányai János irodalomtörténész
- Csengery Kristóf költő
- F. Csanak Dóra irodalomtörténész
- Forgách András író

### 2006
- Barnás Ferenc
- Németh Gábor
- Radics Viktória
- Simon Pálné Fischer Mária

### 2005
- Ágh István költő
- Báthori Csaba költő, műfordító
- Dragomán György író, műfordító
- Lövétei Lázár László költő
- Sajó László költő

### 2004
- Berniczky Éva író, szerkesztő
- Grecsó Krisztián költő, író
- Keresztury Tibor kritikus, publicista

### 2003
- Abaffy Erzsébet nyelvész (2003)
- Hárs Ernő költő, műfordító (2003)
- Láng Zsolt író (2003)

### 2002
- Bartos Tibor

### 2001
- Lackfi János, költő, műfordító
- Peer Krisztián költő
- Podmaniczky Szilárd író
- Szávai Géza író

### 2000
- Bodor Béla író, költő, kritikus, esszéista
- Kun Árpád író, költő
- Szabó T. Anna költő, műfordító

### Korábbi díjazottak (nem teljes lista)
- Adamikné Jászó Anna nyelvész (1999)
- Agüero Irma Mercedes műfordító (1992)
- Baka István költő, író, műfordító, szerkesztő (1989) és (1993)
- Balassa Péter filozófus, esztéta (1993)
- Balla Zsófia költő (1992)
- Bari Károly író, költő, műfordító (1992)
- Bartis Attila író (1997)
- Bálint Tibor író (1992)
- Bán Zoltán András kritikus, szerkesztő (1996)
- Békés Pál író, drámaíró, műfordító (1998)
- Bella István költő (1988)
- Bertók László költő, író (1990)
- Bodor Ádám író (1989) és (1992)
- Bodor Pál író (1988)
- Borbély Szilárd költő, irodalomtörténész (1996)
- Botka Ferenc irodalomtörténész, kritikus (1993)
- Buda Ferenc költő, műfordító (1999)
- Csiki László költő, író, műfordító (1997)
- Csoóri Sándor költő, író (1987)
- Csordás Gábor költő, műfordító, szerkesztő (1990)
- Csukás István költő, író (1989, 1995)
- Csűrös Miklós irodalomtörténész, kritikus (1989)
- Darvasi László költő, író, szerkesztő (1993)
- Dávidházi Péter irodalomtörténész (1992)
- Domokos Mátyás író, kritikus (1986)
- Eörsi István író, költő, műfordító (1989)
- Esterházy Péter író (1984)
- Eszterhás Péter író, műfordító, rendező, színész (1992)
- Ferencz Győző esszéista, költő, műfordító (1990)
- Fodor Géza esztéta, dramaturg (1990)
- Füzi László irodalomtörténész, szerkesztő (1996)
- Gahse Zsuzsanna svájcban élő magyar műfordító (1999)[16]
- Garaczi László író (1994)
- Gergely Ágnes (1985), (1996)
- Görgey Gábor író, költő, műfordító (1989)
- Grendel Lajos író, szerkesztő (1989)
- Henry Kammer műfordító (1995)[17]
- Herceg János író, szerkesztő, műfordító (1994)
- Hubay Miklós drámaíró, műfordító, esszéista (1988)
- Ilia Mihály irodalomtörténész, kritikus (1991)
- Imre Flóra költő, műfordító (1991)
- Imre Samu nyelvész, nyelvjáráskutató (1989)
- Jancsó Adrienne (1988)
- Jánosy István költő, műfordító (1986)
- Kántor Péter költő, műfordító (1991)
- Kányádi Sándor költő (1986)
- Kárpáti Péter drámaíró (1997)
- Kemenczky Judit költő, műfordító (1998)
- Kemény István költő, író (1997)
- Kertész Imre író, műfordító (1989)
- Király László író (1998)(1997?)
- Kiss Anna drámaíró, költő (1993)
- Kornis Mihály író (1986)
- Kovács András Ferenc költő (1992)
- Kovács István költő, történész, műfordító (1999)
- Kovács Sándor Iván irodalomtörténész, kritikus (1992)
- Krasznahorkai László író (1992)
- Kukorelly Endre költő (1995)
- Lakatos István költő, műfordító (1985)
- Lászlóffy Aladár költő, író, műfordító, esszéista (1993)
- Lator László költő, műfordító (1987)
- Lázár Ervin író (1990)
- Lengyel András irodalomtörténész, muzeológus (1997)
- Lengyel Balázs író, kritikus, esszéista, műfordító (1988)
- Lengyel Péter író, műfordító (1992)
- Majoros Sándor író (1995)
- Markó Béla író, költő (1991)
- Marno János költő (1993)
- Marsall László költő, drámaíró (1991)
- Márton László író, drámaíró, műfordító (1991)
- Megyesi Gusztáv publicista (1990)
- Mesterházi Mónika költő, műfordító (1996)
- Mosonyi Aliz író (1998)
- Nádasdy Ádám nyelvész, költő, műfordító (1990)
- Nádas Péter író (1988)
- Németh G. Béla (1993)
- Orbán Ottó költő, esszéista, műfordító (1986)
- Orosz László irodalomtörténész (1988)
- Papp Annamária költő, műfordító (1998)
- Parti Nagy Lajos költő, író (1990)
- Polcz Alaine író, pszichológus (1992)
- Radnóti Sándor irodalomtörténész, kritikus (1991)
- Rakovszky Zsuzsa költő, író, műfordító (1986), (1991)
- Rába György költő, műfordító, kritikus (1996)
- Sanders Iván irodalomtörténész, műfordító, kritikus (1998)
- Somlyó György költő, író, műfordító, szerkesztő (1987)
- Spiró György író (1993)
- Sumonyi Zoltán költő, író (1988)
- Szabó Magda író (1996)
- Szakács Eszter költő (1998)
- Szász Imre író, műfordító (1985)
- Szepesi Attila költő, szerkesztő (1996)
- Szentkuthy Miklós író (1984)
- Székely Magda költő, műfordító (1997)
- Szijj Ferenc műfordító, szerkesztő (1996)
- Szilágyi István író (1995)
- Szőcs Géza költő, író (1992)
- Takács Zsuzsa költő, műfordító, író (1989)
- Takáts Gyula költő, író, műfordító (1985)
- Tandori Dezső költő, író, műfordító (1986)
- Tar Sándor író, szociográfus (1985)
- Temesi Ferenc író (1987)
- Térey János költő, műfordító, író, drámaíró (1995)
- Tolnai Ottó költő, drámaíró, esszéista (1995)
- Tóth Bálint író, költő, műfordító (1987)
- Tóth Krisztina költő, író, műfordító (1996)
- Tőzsér Árpád költő, kritikus, műfordító, szerkesztő (1996)
- Utassy József (1989), (1996)
- Valachi Anna irodalomtörténész, újságíró (1999)
- Várady Szabolcs költő, műfordító (1987)
- Végel László író, kritikus (1995)
- Villányi László költő, író (1991)
- Vörös István költő, író, kritikus, irodalomtörténész, műfordító (1998)
- Závada Pál író (1998)